# نلجاي
النِلْجَاي أو النِلْغَاي أو البقر الأزرق أو الثور الأزرق (بالإنجليزية: Nilgai)‏ (باللاتينية: Boselaphus tragocamelus) هو أكبر البقرات الوحشية الآسيوية والمستوطنة في شبه القارة الهندية. تسمية نلجاي معربة من الفارسية "نیل گاو" التي تعني "البقر الأزرق".

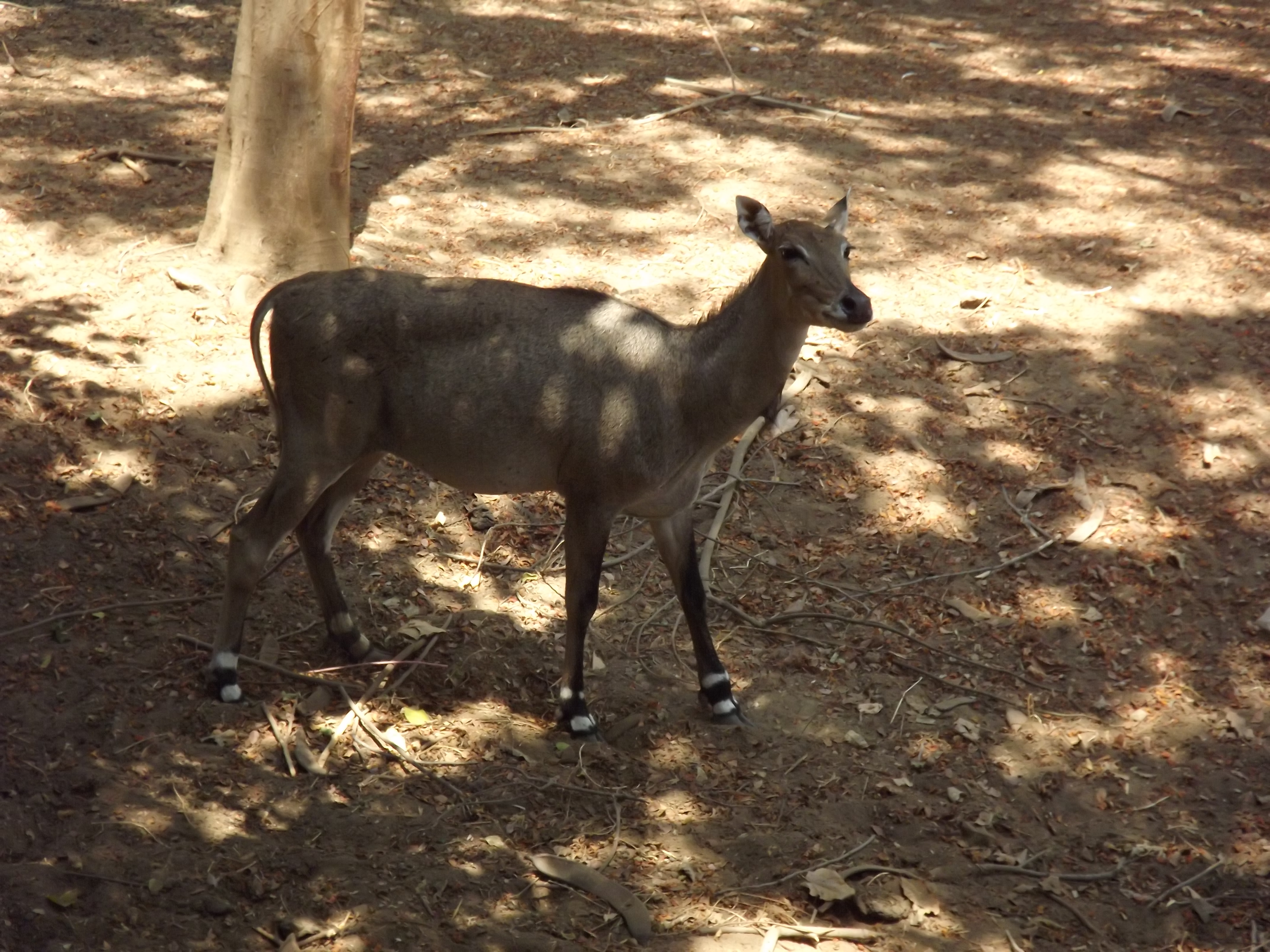
نلجاي في حديقة حيوانات الجيزة

## الصفات
يبلغ طول الغارب عند النلجاي من 1.2 إلى 1.5 متر، طول الجسم من 1.8 إلى 2.0 متر وطول الذيل من 40 إلى 45 سم. الذكور أكبر من الإناث، لكن كلاهما له جسم قوي. الحيوانات البالغة تزن بين 120 و 240 كيلوغرام. ينحدر الخط الخلفي نحو الأسفل من الكتفين، حيث تكون الأرجل الأمامية أطول قليلاً من الأرجل الخلفية. الرأس صغير نسبياً ويتوج بقطبان مخروطي الشكل يمكن أن يتراوح طوله بين 20 و 25 سنتيمتراً. الأنثى ليس لها قرون. لون الفرو رمادي-بني إلى رمادي-أزرق عند الذكور والبني للإناث. على الظهر هناك شعر قصير مظلم وعلى الجانب السفلي من الحلق هناك خصلة شعر سوداء طويلة.